# Stadion am Brentanobad
Das Stadion am Brentanobad ist ein Fußballstadion in der hessischen Großstadt Frankfurt am Main. Es befindet sich im Rödelheimer Parkweg im Stadtteil Rödelheim nahe dem namensgebenden Brentanobad. Das Stadion wird von Eintracht Frankfurt (Frauenfußball), von Rot-Weiss Frankfurt und dem ESV Blau-Gold Frankfurt als Heimspielstätte genutzt. Seit 2015 bietet die Sportstätte 5.750 Plätze, davon 1.500 Sitzplätze.

## Geschichte
Das ursprüngliche Stadion wurde 1940 eingeweiht. Neu erbaut im Jahr 1992 wurde es von 2013 bis 2015 für rund elf Millionen Euro renoviert. Am 28. Februar 2016 fand die symbolische Schlüsselübergabe vor dem Spiel des 1. FFC Frankfurt gegen den 1. FC Köln durch Oberbürgermeister Peter Feldmann und Hessens Innenminister Peter Beuth statt. Im Zuge des Umbaus wurde die Leichtathletikanlage entfernt, eine neue Flutlichtanlage mit 500 Lux Beleuchtungsstärke installiert, ein neues Funktionsgebäude errichtet und die Anzahl der Sitzplätze erhöht.
Der Zuschauerrekord von 20.000 Stadionbesuchern wurde am 9. Mai 1948 im alten Stadion aufgestellt. Die Bestmarke im neuen Stadion liegt bei 5750 Zuschauern. Dieser Rekordbesuch wurde am 9. März 2024 beim Spiel der Frankfurter Eintracht gegen den FC Bayern München erreicht, das neue Stadion war somit erstmals in der Geschichte des Frankfurter Frauenfußballs ausverkauft. Der vorige Rekord von 5200 Zuschauern, der am 13. November 2011 bei der Bundesligapartie zwischen dem 1. FFC Frankfurt und dem 1. FFC Turbine Potsdam sowie am 29. März 2008 im UEFA-Cup-Halbfinale  des FFC gegen ASD CF Bardolino erreicht wurde, wurde somit eingestellt.
Neben dem Stadion befinden sich zudem zwei Kunstrasenplätze mit Flutlicht.